# کینگ پاور ماهاناخون
کینگ پاور ماهاناخون (تایلندی: คิง เพาเวอร์ มหานคร) ساختمان اداری ۷۸ طبقه مستقر در شهر بانکوک، تایلند است، که در سال ۲۰۱۶ احداث گردید.